# Netzstieliger Hexen-Röhrling
Der Netzstielige Hexen-Röhrling (Suillellus luridus, Syn. Boletus luridus) ist eine Pilzart aus der Familie der Dickröhrlingsverwandten (Boletaceae). Die Art bevorzugt kalkhaltige Böden und kann mit vielen Höheren Pflanzen eine Mykorrhiza bilden.

## Merkmale

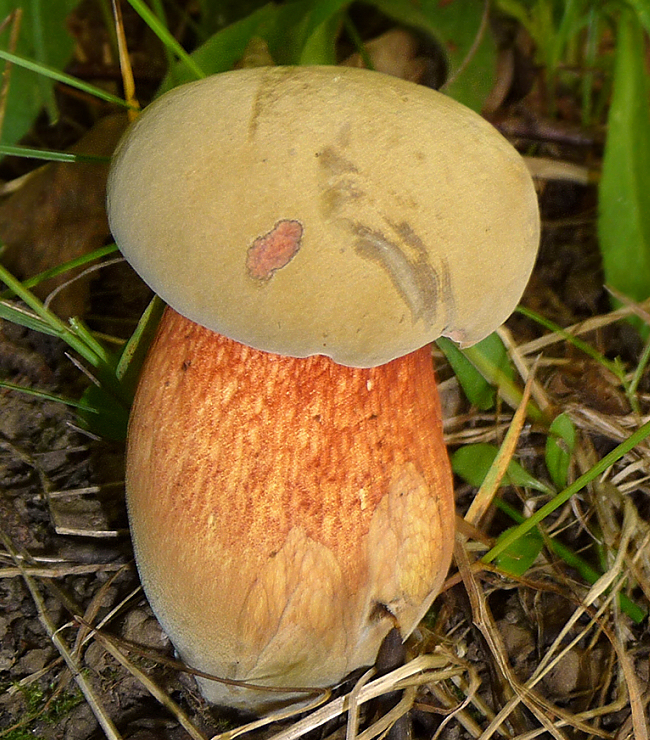
Junges Exemplar des Netzstieligen Hexen-Röhrlings

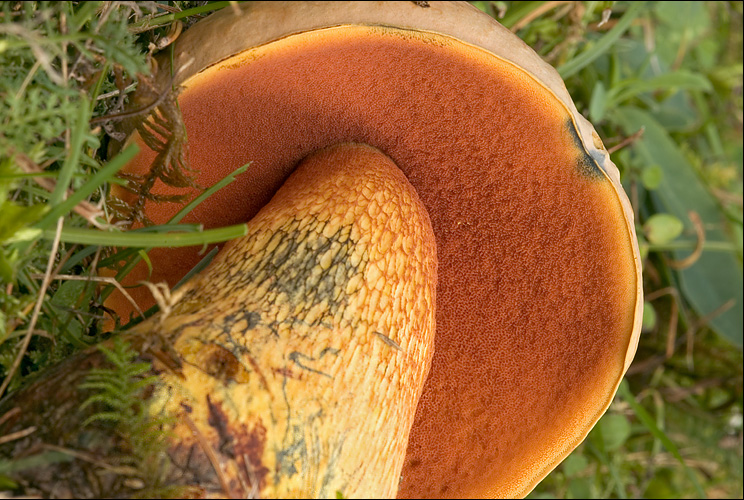
Namensgebendes Merkmal des Netzstieligen Hexen-Röhrlings ist die Netzzeichnung am Stiel.

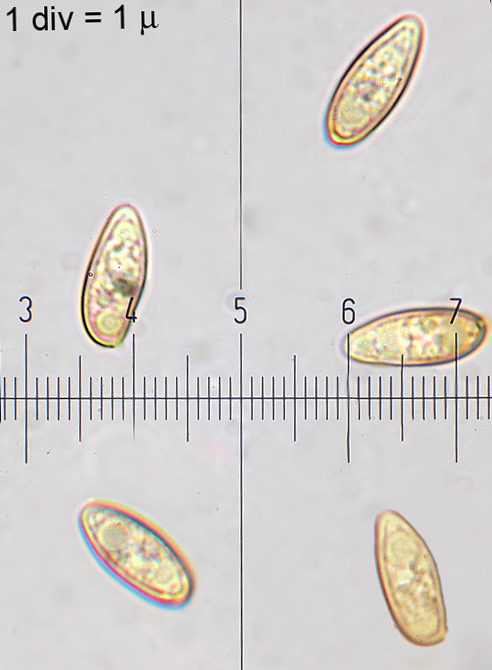
Sporen des Netzstieligen Hexen-Röhrlings unter dem Lichtmikroskop

### Makroskopische Merkmale
Der 5–20 cm breite Hut hat eine halbkugelige bis gewölbte Form und eine wildlederartige, samtig-trockene Oberfläche. Die Hutfarbe reicht von ockerbraun über ziegelrötlich bis dunkeloliv; an den Rändern ist sie oft etwas heller, an Druckstellen dunkelblau.
Die grünlichen bis gelblichen Röhren laufen an Druckstellen schnell und intensiv dunkelblau an. Die runden und kleinen Poren bzw. Röhrenmündungen auf der Hutunterseite sind karminrot gefärbt und blauen ebenfalls auf Druck. Der gedrungene Stiel ist 8–14 cm lang und 2–5 cm breit.
Der Stiel hat eine gelbliche Grundfarbe und ist mit einem dunklen, aderigen Netz überzogen.
Das Fleisch des Fruchtkörpers ist gelb, an der Stielbasis rötlich und oberhalb der Röhren rot. Es verfärbt sich im Anschnitt rasch dunkelblau. Für die Blauverfärbung sind wie bei den meisten Röhrlingen Pulvinsäure-Derivate verantwortlich. Dies hat aber keinen Einfluss auf die Genießbarkeit. Geruch und Geschmack sind bei frischen Exemplaren nicht sehr ausgeprägt. Das Sporenpulver ist olivbraun.

### Mikroskopische Merkmale
Die länglich spindeligen Sporen sind 10–15 Mikrometer lang und 5–7 µm breit.

## Variabilität
Muñoz (2005) listet in seiner Monografie sechs Varietäten und Formen:
| Wissenschaftlicher Name               | Autorenzitat                 | Abgrenzung zur Typusvarietät/-form |
| ------------------------------------- | ---------------------------- | --- |
| Suillellus luridus var. rubriceps     | (Maire) Dermek 1987          | Der Hut dieser Varietät ist vollständig rot gefärbt.                                                                                                 |
| Suillellus luridus var. erythroteron  | (Bezdek) Pilat & Dermek 1974 | Das Fleisch dieser Varietät ist dunkelrot gefärbt und verfärbt sich bei Luftkontakt weinrot.                                                         |
| Suillellus luridus var. queletiformis | Blum 1968                    | Der Hut dieser Varietät ist orange, orange-ocker oder rot-ocker und die Stielbasis ist innen und außen weinrot gefärbt.                              |
| Suillellus luridus f. primulicolor    | Simonini 1997                | Die Form besitzt einen gelben Hut und Stiel, ausgenommen die rote Stielbasis.                                                                        |
| Suillellus luridus f. lupinus         | Peltereau ex Gilb. 1931      | Der Hut dieser Form ist gelb, gelb-orange, leuchtend orange oder gelb-ocker gefärbt; der Stiel hat eine gelbe, zur Basis hin leicht rötliche Farbe.  |
| Suillellus luridus f. lupiniformis    | Blum 1968                    | Der Hut dieser Form ist blass, gräulich oder blass gelblich gefärbt und rosafleckig. Das zunächst weißlich Fleisch ist später lila oder rosa getönt. |

## Artabgrenzung
Der Flockenstielige Hexen-Röhrling (Neoboletus erythropus) zeigt auf der Stielrinde keine netzartige Zeichnung, sondern feine rötliche Flöckchen. Eine Verwechslung wäre schadlos, weil der Flockenstielige Hexen-Röhrling als besserer Speisepilz gilt.
Noch ähnlicher sieht der Kurznetzige Hexen-Röhrling (Suillellus mendax) aus, dessen genetzte und zugleich punktierte Stieloberfläche an eine Mischung aus Flockenstieligem und Netzstieligem Hexen-Röhrling erinnert. Außerdem überwiegen auf dem Hut und Stiel rötliche Farbtöne. Mikroskopisch ist die Art durch längere Sporen und eine etwas anders ausgebaute Hutdeckschicht charakterisiert.
Von unkundigen Sammlern kann der Netzstielige Hexen-Röhrling mit dem giftigen, aber schon geruchlich abstoßenden und viel selteneren Satans-Röhrling (Rubroboletus satanas) verwechselt werden. Dieser hat jedoch eine hellere, graue Hutfarbe sowie einen dunkelroten Stiel mit feinem Netz. Außerdem fehlen ihm olivgrünliche Töne und das Fleisch blaut weniger stark.

## Ökologie
Der Netzstielige Hexen-Röhrling kommt vom Frühsommer bis zum Herbst (Juni–Oktober) häufig unter Laubbäumen (Eichen, Linden und Buchen), in Alleen und Parks mit altem Baumbestand und an Straßenrändern vor. Er ist, da kalkliebend, auf eher trockenen, lehmigen und basischen Böden häufig zu finden.

## Bedeutung
Der Netzstielige Hexen-Röhrling ist roh giftig und gut erhitzt essbar. Es können individuelle Unverträglichkeitsreaktionen auftreten, insbesondere bei gemeinsamem Verzehr mit Alkohol (der Verdacht, dass der Netzstielige Hexenröhrling Coprin enthalten und das Coprinus-Syndrom auslösen könnte, bestätigte sich jedoch nicht).